# Campeonato Mundial de Tiro con Arco en Sala de 2012
El XI Campeonato Mundial de Tiro con Arco en Sala se celebró en Las Vegas (Estados Unidos) entre el 5 y el 9 de febrero de 2012 bajo la organización de la Federación Internacional de Tiro con Arco (FITA) y la Asociación Estadounidense de Tiro con Arco.
Las competiciones se realizaron en las instalaciones del Hotel South Point de la ciudad estadounidense.

## Medallistas

### Masculino
| Evento                            | Oro                                                        | Plata                                                            | Bronce                                                     |
| --------------------------------- | ---------------------------------------------------------- | ---------------------------------------------------------------- | ---------------------------------------------------------- |
| Arco recurvo individual (09.02)   | Marco Galiazzo · Italia                                    | Jake Kaminski Estados Unidos                                     | Brady Ellison Estados Unidos                               |
| Arco recurvo por equipo (09.02)   | Victor Wunderle Brady Ellison Jake Kaminski Estados Unidos | Balzhinima Tsyrempilov · Alexei Borodin · Bair Badionov · Rusia  | Viktor Ruban · Yaroslav Mokrynsky · Yuri Havelko · Ucrania |
| Arco compuesto individual (09.02) | Reo Wilde Estados Unidos                                   | James Butts Estados Unidos                                       | Julio Ricardo Fierro · México                              |
| Arco compuesto por equipo (09.02) | James Butts Reo Wilde Braden Gellenthien Estados Unidos    | Guillaume Rubben Pierre-Julien Deloche Sébastien Peineau Francia | Christopher White Duncan Busby Liam Grimwood Reino Unido   |

### Femenino
| Evento                            | Oro                                                          | Plata                                                              | Bronce                                                        |
| --------------------------------- | ------------------------------------------------------------ | ------------------------------------------------------------------ | ------------------------------------------------------------- |
| Arco recurvo individual (09.02)   | Natalia Valeeva · Italia                                     | Miranda Leek Estados Unidos                                        | Xeniya Perova · Rusia                                         |
| Arco recurvo por equipo (09.02)   | Jennifer Nichols Miranda Leek Brandi Deloach Estados Unidos  | Miki Kanie Mai Okubo Mitsue Nagaoka Japón                          | Natalia Valeeva · Elena Tonetta · Guendalina Sartori · Italia |
| Arco compuesto individual (09.02) | Viktoriya Balzhanova · Rusia                                 | Inge van Caspel · Países Bajos                                     | Linda Ochoa · México                                          |
| Arco compuesto por equipo (09.02) | Christie Colin Tristan Skarvan Erika Anschutz Estados Unidos | Viktoriya Balzhanova · Natalia Avdeyeva · Albina Loguinova · Rusia | Andrea Gales Naomi Jones Nichola Simpson Reino Unido          |

## Medallero
| Núm. | País           | Oro | Plata | Bronce | Total |
| ---- | -------------- | --- | ----- | ------ | ----- |
| 1    | Estados Unidos | 5   | 3     | 1      | 9     |
| 2    | Italia         | 2   | 0     | 1      | 3     |
| 3    | Rusia          | 1   | 2     | 1      | 4     |
| 4    | Francia        | 0   | 1     | 0      | 1     |
| 4    | Japón          | 0   | 1     | 0      | 1     |
| 4    | Países Bajos   | 0   | 1     | 0      | 1     |
| 7    | México         | 0   | 0     | 2      | 2     |
| 7    | Reino Unido    | 0   | 0     | 2      | 2     |
| 9    | Ucrania        | 0   | 0     | 1      | 1     |
|      | TOTAL          | 8   | 8     | 8      | 24    |